# Jerzy Pawłowski
 (novembre 2022).
Si vous disposez d'ouvrages ou d'articles de référence ou si vous connaissez des sites web de qualité traitant du thème abordé ici, merci de compléter l'article en donnant les références utiles à sa vérifiabilité et en les liant à la section « Notes et références ».
Pour les articles homonymes, voir Pawlowski.
Jerzy Władysław Pawłowski né le 25 octobre 1932 à Varsovie et mort le 11 janvier 2005 dans la même ville est un escrimeur et un espion polonais.

## Biographie
Champion olympique du sabre en 1968, Jerzy Pawlowski a participé à six Jeux olympiques. Il gagne l'argent en individuel en 1956 et 1960 et le bronze par équipes en 1964. Pawlowski décroche également le titre individuel mondial en 1957, 1965 et 1966.
Incontournable vedette du sport polonais des années 1960, Jerzy Pawlowski est emprisonné entre 1975 et 1985 pour espionnage au profit des Américains. La CIA recrute en effet l'escrimeur dès 1964.
Pawlowski est réputé pour sa rapidité d'exécution et aussi pour son intelligence tactique.[réf. nécessaire]

## Palmarès
- Jeux olympiques
  -  Médaille d'or en individuel aux Jeux olympiques d'été de 1968 à Mexico
  -  Médaille d'argent en individuel aux Jeux olympiques d'été de 1960 à Melbourne
  -  Médaille d'argent en individuel aux Jeux olympiques d'été de 1960 à Melbourne
  -  Médaille d'argent par équipes aux Jeux olympiques d'été de 1960 à Rome
  -  Médaille de bronze par équipes aux Jeux olympiques d'été de 1964 à Tokyo

- Championnats du monde d'escrime
  - 19 médailles dont sept d'or (1957, 1965, et 1966, individuellement, et 1959, 1961, 1962, 1963, en équipe).

- Championnats de Pologne
  - 14 fois champion de Pologne en sabre et fleuret.

## Reconnaissance et distinction
- Meilleur sabreur de tous les temps selon la Fédération internationale d'escrime (1957)
- Meilleur athlète polonais de l'année (1957 et 1968).